# 加州大学旧金山法学院

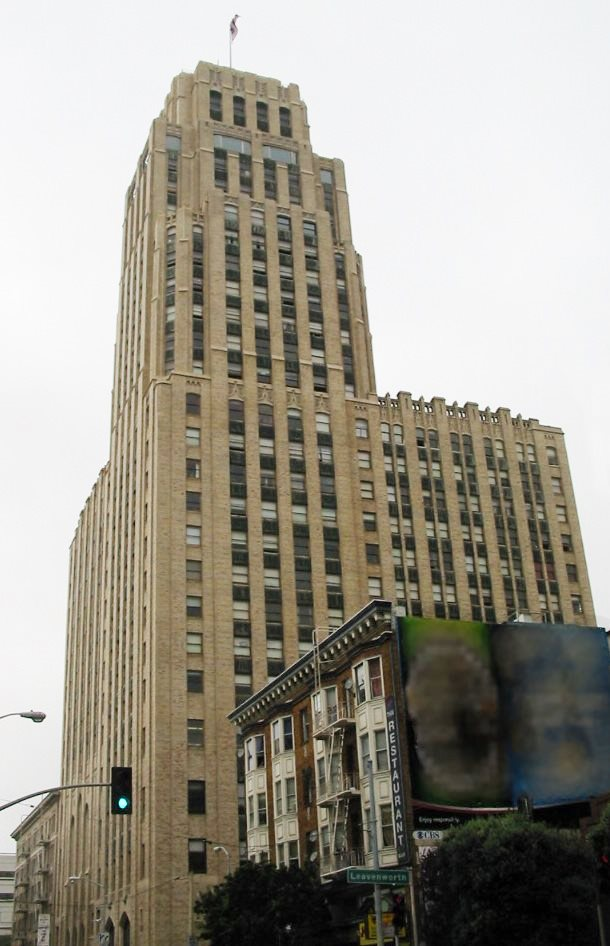
法学院学生宿舍

加利福尼亚大学旧金山法学院（University of California College of the Law, San Francisco），原称加州大學哈斯汀法学院（University of California, Hastings College of the Law），是一所自1878年起在美国加利福尼亞州旧金山创设的法学院，附属于加州大学系统，也是其系统五所法学院中第一所创设的法学院，不過獨立運作，不属于其系统中任何一所大学。
该法學院在2023年美国新闻与世界报道的法学院排名取得第51名排名
从20世纪60年代开始，该学院喜欢从常春藤法学院或其他较好的法学院因为年届65岁而被迫退休的教授队伍中招人，所以有人戏称之为“65俱乐部”。

但因为针对年龄歧视的法律相继通过，该学院此类行径无法持续，只好在1998年招来最后一名此类教授后作罢。哈佛法学院的院长罗斯科·庞德曾这样评价该学院：“老实说，我认为你们学院的师资整体来看应该是美国最强的。”
美國現任副總統贺锦丽為該法學院校友，她於1989年取得法律博士學位。
自2023年1月1日起，该校改为现名，去掉了哈斯汀之名，因原名中“哈斯汀”所纪念之创始者曾对美国印第安人造成伤害。